# Mauricio Funes
Carlos Mauricio Funes Cartagena (ur. 18 października 1959 w San Salvador, zm. 21 stycznia 2025 w Managui) – salwadorski dziennikarz i polityk. Prezydent Salwadoru w latach 2009–2014.

## Życiorys

### Wykształcenie
Ukończył katolicką prywatną szkołę Externado San José. Studiował literaturę na Uniwersytecie Środkowoamerykańskim „José Simeón Cañas” w San Salvadorze.

### Kariera dziennikarska
W 1986 rozpoczął swoją karierę dziennikarską od pracy jako reporter Noticiero Tele 10 (Tele Wiadomości 10) w stacji Canal 12. W latach 1987–1991 prowadził swój własny program informacyjny Al Dia (Dzień). W 1991 był jednym z założycieli Centrum Audiowizualnego UCA i Radia YSUCA.
W 1992 powrócił do pracy w stacji Canal 12. Od tego momentu przez 13 lat prowadził program publicystyczny Entrevista Al Día (Wywiad dnia). W 1997 został dyrektorem głównego programu informacyjnego stacji Noticiero Hechos (Wiadomości Wydarzenia). Funes zyskał sławę i rozgłos jako dziennikarz, prowadząc liczne programy publicystyczne i wywiady z czołowymi politykami. Przeprowadził wywiady m.in. z sekretarzem generalnym OPA João Baena Soaresem, sekretarzem generalnym ONZ Javieriem Pérez de Cuéllarem, prezydentem Kolumbii Césarem Gavirią, premierem Hiszpanii Felipe Gonzálezem, prezydentem Hugo Chávezem i prezydentem Fidelem Castro oraz prezydentem Brazylii Lula da Silvą. Funes przez wiele lat był również korespondentem stacji CNN w Salwadorze.
W swoich programach często był krytyczny wobec polityki Narodowego Sojuszu Republikańskiego (ARENA), a zwłaszcza wobec gabinetu prezydenta Antonio Saci. W lutym 2005 został zwolniony ze stacji Canal 12, co spotkało się z krytyką społeczeństwa w całym kraju.
Już w maju 2005 wrócił do telewizji z nowym programem La Entrevista (Wywiad) w stacji Megavisión. W sierpniu 2007 zrezygnował z pracy dziennikarskiej i w ostatnim swoim programie pożegnał się publicznością i zapowiedział związanie się z polityką. W 1994 został odznaczony nagrodą Maria Moors Cabot Prize od Columbia University za promocję wolności prasy i dialogu międzyamerykańskiego.

### Działalność polityczna
28 września 2007 został oficjalnie wybrany kandydatem lewicowej partii Front Wyzwolenia Narodowego im. Farabunda Martíego (FMLN, Frente Farabundo Martí de Liberación Nacional) w wyborach prezydenckich w marcu 2009. W sondażach z marca 2008 miał 44% poparcia, co dawało mu niemal dwukrotną przewagę nad kandydatem Republikańskiego Sojuszu Narodowego (ARENA), Rodrigiem Ávilą. W lutym 2009 nadal prowadził w sondażach o kilka punktów procentowych.
W wyborach prezydenckich 15 marca 2009  zdobył 51,3% głosów poparcia, pokonując kandydata ARENA Rodrigo Ávilę. Zwycięstwo Funesa oznaczało koniec 18-letnich rządów prawicy, nieprzerwanie sprawującej władzę od czasu zakończenia wojny domowej w 1991. W czasie kampanii wyborczej Funes odrzucał krytykę o zamiarze przekształcenia kraju w państwo na wzór Wenezueli Hugo Cháveza i zapowiedział utrzymanie dobrych stosunków z USA. W swoim przemówieniu stwierdził, iż jego zwycięstwo jest zwycięstwem obywateli, którzy uwierzyli w nadzieję i domagają się zmian.
1 czerwca 2009 został zaprzysiężony na stanowisku prezydenta. W swoim przemówieniu inauguracyjnym zapowiedział szereg zmian i odbudowę narodu. W polityce wewnętrznej ogłosił „etyczną rewolucję”, zwrócenie większej uwagi na sprawy najbiedniejszych, uruchomienie szeregu programów socjalnych, rozwój budownictwa socjalnego (budowa 50 tysięcy budynków w miastach i na wsi), walkę z bezrobociem (stworzenie 100 tysięcy miejsc pracy), program wypłacania mikrokredytów przez Bank Narodowy oraz bezpłatną opiekę medyczną i szkolnictwo. W polityce zagranicznej zapowiedział zbliżenie z krajami Ameryki Łacińskiej, w tym z Boliwariańską Alternatywą dla Ameryki (ALBA). W uroczystościach w Salwadorze uczestniczyło 20 przywódców latynoamerykańskich, m.in. prezydent Hugo Chávez, prezydent Luiz Inácio Lula da Silva, prezydent Michelle Bachelet, prezydent Rafael Correa, prezydent Evo Morales, prezydent Daniel Ortega, wiceprezydent Kuby Esteban Lazo, a także sekretarz stanu Hillary Clinton.
Tego samego dnia przywrócił po 50 latach stosunki dyplomatyczne z Kubą. Salwador do tego czasu był bowiem jedynym, obok Stanów Zjednoczonych, państwem zachodniej półkuli, które nie utrzymywało oficjalnych relacji z Kubą, po dojściu do władzy Fidela Castro w 1959.

## Życie prywatne
Był żonaty z Vandą Pignatą, z pochodzenia Brazylijką i członkinią Partii Pracujących. Jego brat, lewicowy partyzant, zginął w czasie wojny domowej w Salwadorze w latach 1980–1992. Funes miał trzech synów. Najstarszy z nich, Alejandro Funes, w październiku 2007 został zamordowany w Paryżu w wieku 27 lat przez marokańskiego przestępcę w czasie studiów fotograficznych. W maju 2009 Funes udał się do Francji, by złożyć zeznania w tej sprawie. W emocjonalny sposób stwierdził, że „nie jest człowiekiem, który szuka zemsty, lecz prawdy”. Motywy zabójstwa nie zostały wyjaśnione. Syn prezydenta został prawdopodobnie dźgnięty jednym z przyborów kreślarskich na pieszym moście prowadzącym do Luwru.